# Aït Aggouacha
Ait Aggouacha là một đô thị thuộc tỉnh Tizi Ouzou, Algérie. Dân số thời điểm năm 2002 là 3.986 người.